# Poliptoton
Poliptoton (grč. πολύπτωτος, "s više padeža") stilski je postupak ponavljanja više oblika fleksije, tj. ista se riječ (najčešće imenica) ponavlja u istoj rečenici u više padeža i brojeva.

## Primjeri poliptotona
- Homo homini lupus – čovjek čovjeku vuk
- Oko za oko, zub za zub
- Najbolje od najboljeg
- Kralj kraljeva